# Oriol Bohigas i Guardiola
Oriol Bohigas i Guardiola, né le 20 décembre 1925 à Barcelone et mort dans cette même ville le 30 novembre 2021, est un architecte et écrivain espagnol d'expression catalane.

## Biographie
Oriol Bohigas est né le 20 décembre 1925 à Barcelone. En 1943, il intègre l'École technique supérieure d'architecture de Barcelone, où il obtient son diplôme en 1951. En 1961, il obtient le titre de technicien en urbanisme et en 1963 son doctorat en architecture.
Il fait partie des fondateurs du Groupe R (Grupo R, mouvement fondé en 1951 et dissous en 1958, opposé à la culture franquiste officielle et à l'architecture monumentale alors omniprésente qui tente de sensibiliser leurs compatriotes à l'architecture moderne).
En 1951 également, il s'associe à Josep Martorell et ils créent l'atelier MB arquitectes. David MacKay les rejoignent en 1962 : ils fondent alors l'atelier MBM arquitectes.
Il est directeur de l'école d'architecture de Barcelone de 1977 à 1980 et conseiller municipal de Barcelone, délégué à l'urbanisme, de 1980 à 1984.
Il fonde le groupe Edicions 62 dont il est président de 1975 à 1999. Il est président de la Fondation Joan-Miró de 1981 à 1988. De 2003 à mars 2011 il est président de l'Ateneu Barcelonès, poste qui lui permit d'initier la restauration de l'édifice et de sa bibliothèque.
En 1990, il écrit un Mémoires, Combat d'incerteses, qui lui vaut de remporter le Prix de la critique Serra d'Or en 1990.
En 1991, il reçoit la Creu de Sant Jordi de la Généralité de Catalogne et en 1999 le Prix de la Ville de Barcelone lors de la Projection Internationale, décerné par la mairie de Barcelone.
En 1992, il remporte le concours international visant à la réalisation de la ZAC Sextius-Mirabeau d'Aix-en-Provence, plus grande ZAC de centre-ville d'Europe (1993-2014) .
En 2004, il reçoit le prix Narcís Monturiol de la Generalitat de Catalogne et en 2008 le Prix national d'architecture 2006, de la part du Ministère du logement espagnol.

En 2011 il obtient le prix national de la culture espagnol lors de la Trajectoire professionnelle et artistique donné par la Généralité de Catalogne CoNCA

« pour son œuvre méritoire et brillante au travers des diverses entités et entreprises culturelle qu'il a présidé ou dirigé »

Bohigas a reçu également le prix d'honneur de l'Académie royale catalane des beaux-arts de sant Jordi et celui de l'Académie royale des beaux-arts de San Fernando, ainsi que différentes distinctions à l'international dont la médaille d'urbanisme de l'Académie d'architecture (Paris) en 1988.
En 1993, il a été nommé membre honoraire de  l'American Institute of Architects (AIA) et en 1996 du Royal Institute of British Architects (RIBA).

## Œuvres récentes
- Immeuble de bureaux pour le syndicat UGT. Barcelone (2002-2008)[7]
- Tecnocampus,  Mataró (2004-2011)
- Station de métro du Liceu. Barcelone (2005-2008)
- Auditòri i Sala Gaudí. La Pedrera. Barcelone (2005-2008)
- Commissariat de Police de la Place d'Espagne. Barcelone (2005-2010)
- Tour Blanche, Place d'Europe (2006-2010)
- La casa dels Xuklis (2006-2011)
- Immeuble de bureaux pour RBA Editors. Barcelone (2007-2011)
- Musée du Design de Barcelone, institution située sur la place des Gloires catalanes, qui abrite notamment les collections de la modiste française Caroline Montagne Roux et du collectionneur d'art Manuel Rocamora i Vidal.

Il a également participé à la création du parc de la Creueta del Coll, à Barcelone.